# Jim Nabors
James Thurston "Jim" Nabors (12 de junio de 1930, Sylacauga, Alabama – 30 de noviembre de 2017, Honolulu, Hawái) fue una personalidad de televisión estadounidense.

## Biografía
Creció en Sylacauga, Alabama, pero debido a su asma, se trasladó a California. Su padre fue oficial de policía. Fue descubierto por Andy Griffith mientras trabajaba en un night-club de Santa Mónica. Posteriormente, entró a formar parte del The Andy Griffith Show, como Gomer Pyle, U.S.M.C. Fue conocido, sobre todo, por este papel, aunque también se dio a conocer al ser invitado a numerosos shows de variedades, en los años 1960 y 1970 en los que lució su buena voz de barítono, incluyendo dos programas especiales, en los que actuó solo en 1969 y 1974. Posteriormente, grabó numerosos discos y sencillos, la mayoría baladas "románticas". También fue conocido por interpretar Back Home Again in Indiana, minutos antes de la Indianapolis 500, que se celebra cada año en el fin de semana del Memorial Day. Interpretó el himno oficioso de Indiana casi todos los años, desde 1972 hasta 2014. Empezó a cantar en su instituto de secundaria y para su iglesia. Asistió a la Universidad de Alabama, donde empezó a actuar en sketches. En sus años universitarios, fue miembro de la fraternidad Delta Tau Delta. Tras graduarse se trasladó a Nueva York, donde trabajó como copista de Naciones Unidas. Un año después, se trasladó a Chattanooga, Tennessee, donde logró su primer trabajo en la industria televisiva, como cortador de películas. Al ser asmático, se trasladó a California, donde continuó trabajando como cortador de películas para la NBC.